# IBM RS64
Az IBM RS64 az 1990-es évek közepén bemutatott mikroprocesszorcsalád, az IBM RS/6000 és AS/400 szervereiben használták.
A mikroprocesszorok megvalósítják az „Amazon”, más néven „PowerPC AS” utasításkészlet-architektúrát (ISA). Az Amazon a PowerPC utasításkészlet továbbfejlesztett változata, mely a PowerPC specifikációból hiányzó speciális jellemzőkkel és funkciókkal rendelkezik, melyek főként a POWER2-ből és az eredeti AS/400 processzorból származnak, és kezdettől fogva 64 bites. A családba tartozó processzorok kereskedelmi munkaterhelésre vannak optimalizálva (fixpontos teljesítmény, nagy gyorsítótárak, elágazások hatékony kezelése) és nem rendelkeznek a POWER család processzorainak erős lebegőpontos teljesítményével.
Az RS64 családot nem sokkal az RS64 és a POWER családok egyesítésére kifejlesztett POWER4 processzor 2001-es megjelenése után kivonták a forgalomból.

## Történet
1990-ben az IBM Rochester AS/400 mérnöki csapata egy új architektúrán kezdett dolgozni, amelyet C-RISC (Commercial RISC) néven ismerünk, mely az AS/400 IMPI architektúráját volt hivatva leváltani. A C-RISC az IMPI utasításkészlet fejlettebb változata volt, 96 bitre kiterjesztett címtartománnyal és néhány hozzáadott RISC utasítással az AS/400-asokon futó nagy számításigényű, kereskedelmi célú alkalmazások felgyorsítására. Az IBM elnöke, Jack Kuehler azt akarta, hogy PowerPC-t használjanak, de ők ellenálltak, azzal érvelve, hogy a létező 32/64 bites PowerPC utasításkészlet nem teszi lehetővé az OS/400-as szoftverek életképes átmenetét, és hogy a meglévő utasításkészlet bővítés nélkül nem alkalmas az AS/400 kereskedelmi alkalmazásaihoz. Kuehler nyomására a rochesteri csapat Frank Soltis vezetésével megvizsgálta a PowerPC utasításkészlet kiterjesztésének megvalósíthatóságát az AS/400 platform igényeinek kielégítésére. A kiterjesztések Amazon néven váltak ismertté, és az IBM vezetősége választotta ki őket további fejlesztésre, a C-RISC folyamatos továbbfejlesztésével szemben.
Ugyanebben az időben az RS/6000 fejlesztői széles körben bővítették termékvonalukat olyan rendszerekkel, melyek az alsó kategóriás munkaállomásoktól kezdve a nagyszámítógépek versenytársainak számító nagyvállalati SMP-rendszereken át a klaszteres RS/6000-SP2 szuperszámítógépes rendszerekig terjedtek. Az AIM szövetség keretében fejlesztett PowerPC processzorok jól illeszkedtek az alsó kategóriás RISC munkaállomásokhoz és a kis szerverek alkalmazási területéhez. A nagyszámítógépes és nagy klaszteres szuperszámítógépes rendszerek nagyobb teljesítményt, megbízhatóságot, rendelkezésre állást és szervizelhetőséget (RAS) igényeltek, mint az Apple Power Mac gépekhez tervezett processzorok. Többféle processzorkialakításra volt szükség ahhoz, hogy egyidejűleg kielégítsék a költségorientált Apple Power Mac termékvonal, a nagy teljesítményű, RAS elvű RS/6000 rendszerek, valamint az AS/400 PowerPC-re történő átállásának követelményeit.
Az Amazon készletet kiterjesztették ezen jellemzők támogatására is, úgy, hogy a processzorok mind a felső kategóriás RS/6000, mind az AS/400 gépekben való alkalmazásra tervezhetők legyenek.
Az első ilyen processzor kifejlesztését célzó projekt neve „Bellatrix” volt (csillag az Orion csillagképben, más néven „Amazon csillag”). A projekt rendkívül ambiciózus volt az önidőzített és impulzusalapú áramkörök és a tervezési stratégia támogatásához szükséges EDA (tervező)eszközök minden területre kiterjedő használatában, és végül leállt.
A műszaki munkaállomások, szuperszámítógépek, és mérnöki/tudományos alkalmazások piacát célozva, az IBM austini részlege (az RS/6000-esek otthona) elkezdte fejleszteni a Power2 gyorsan piacra dobható egycsipes változatát (P2SC): egy kifinomult 64 bites, a POWER2 kiterjesztésekkel és kifinomult kettős MAF lebegőpontos egységekkel rendelkező PowerPC processzor – a POWER3/630 – fejlesztésével párhuzamosan.
Az RS/6000 kereskedelmi célú alkalmazások és az AS/400 rendszerek kezelésére az IBM rochesteri részlege (az AS/400-asok otthona) elkezdte fejleszteni az első AS/400-as kiterjesztésekkel rendelkező felső kategóriás, 64 bites PowerPC processzorokat, az IBM Endicott-beli részlegében pedig elkezdődött egy alsó kategóriás/belépő szintű egycsipes PowerPC processzor fejlesztése, szintén AS/400 kiterjesztésekkel.

## A Cobra és a Muskie
1995-ben az IBM kibocsátotta a Cobra, más jelöléssel az A10 processzort, a PowerPC AS első teljes implementációját, melyet az IBM AS/400-as rendszereiben való alkalmazásra szántak. Ez egy 50-77 MHz-es órajelű egycsipes processzor. A piacra jutási idő korlátai miatt részben egyedi módszertannal tervezték. A lapka 4,7 millió tranzisztort tartalmaz, a lapka mérete 14,6 mm × 14,6 mm (213 mm2). Az IBM gyártotta saját CMOS 5L eljárásával, mely egy 0,5 µm-es, négy fémrétegű CMOS folyamat. Tápfeszültsége 3,0 V, 77 MHz-en minimális disszipálciója 13,4 W, maximuma 17,7 W. Tokozása 625 érintkezős kerámia ball grid array (CBGA), külső mérete 32 mm × 32 mm.
A Cobrát 1994-ben megelőzte egy Cobra-Lite néven ismert egyszerűsített megvalósítás, amit az első IBM Advanced/36 rendszerekben használtak. Ebből hiányzott a teljes PowerPC AS ISA 17 utasítása, amelyekre nem volt szükség az Advanced/36-hoz.
1996-ban az IBM kiadta a felső kategóriás, 4 utas szimmetrikus multiprocesszálást (SMP) támogató, több csipes, Muskie, A25 vagy A30 néven ismert változatot az AS/400 rendszerekben. Ez BiCMOS (bipoláris CMOS) gyártási eljárással készült, és 125-154 MHz órajelen fut.
Ezeket a processzorokat csak az AS/400 és Advanced/36 gépekben használták.

## RS64

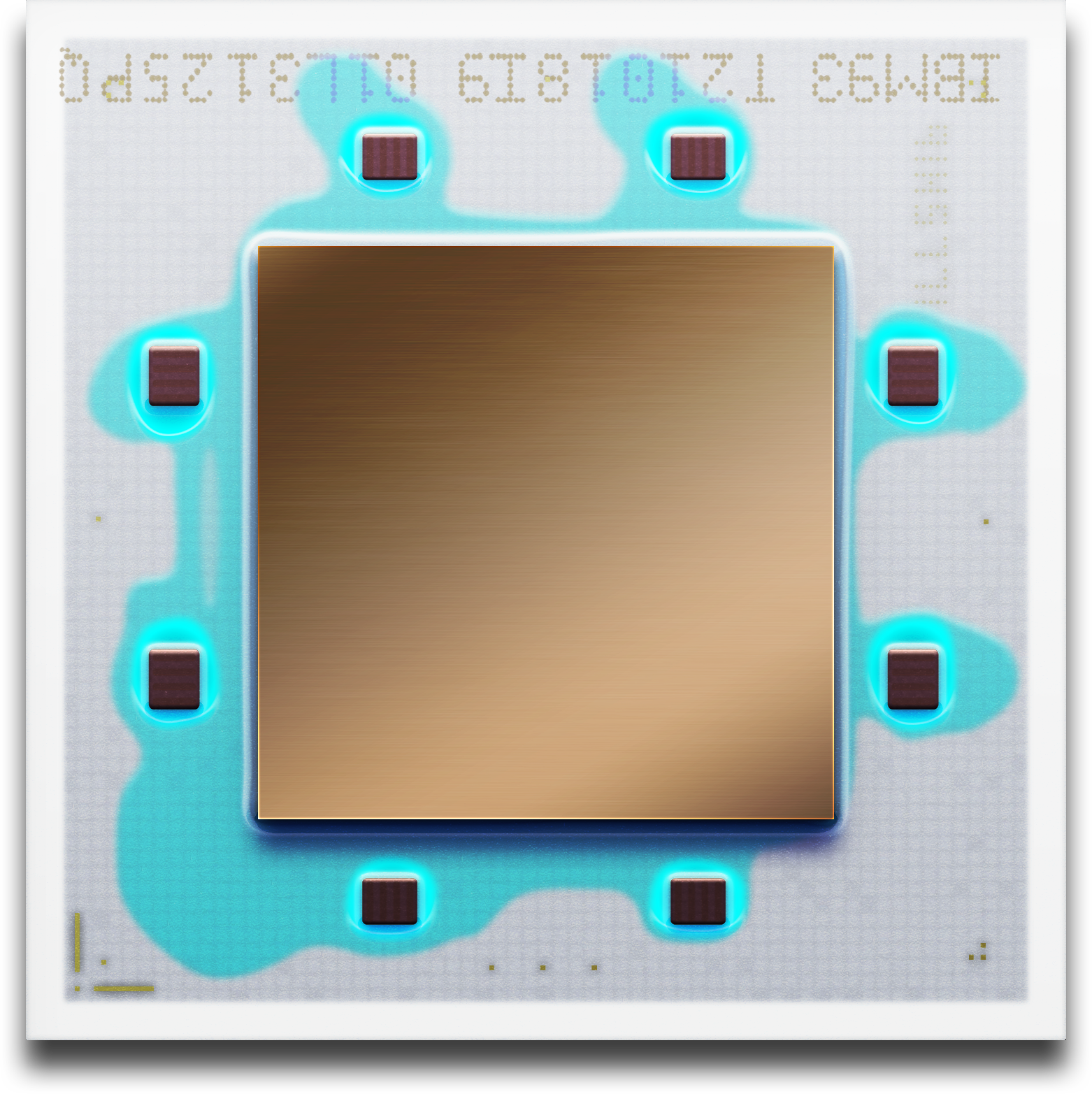
IBM RS64 Apache

Az RS64 vagy Apache 1997-ben került forgalomba. A „Cobra” és a „Muskie” processzorok alapján fejlesztették ki, ámde egy teljesebb PowerPC ISA-t tartalmazott, ezért RS/6000-as gépekben, valamint AS/400-as rendszerekben is használható. Összesen 128 KiB lapkára épített/integrált L1 gyorsítótárat, 4 MiB teljes sebességű, csipen kívüli, 128 bites sínnel kapcsolódó L2-t tartalmaz, 125 MHz-es órajelen fut. Az IBM gépeiben 12 processzoros SMP-konfigurációvá skálázható. BiCMOS folyamattal készült (feltehetőleg 500 nanométeres / 0,5 µm-es litográfiai eljárással).
Az RS64 processzort az AS/400-as környezetben A35-nek hívták, és egy időben PowerPC 625-ként hivatkoztak rá, a megszüntetett PowerPC 620 és a PowerPC 630 modellek között (a 630-ast később POWER3-ra nevezték át).

## RS64-II

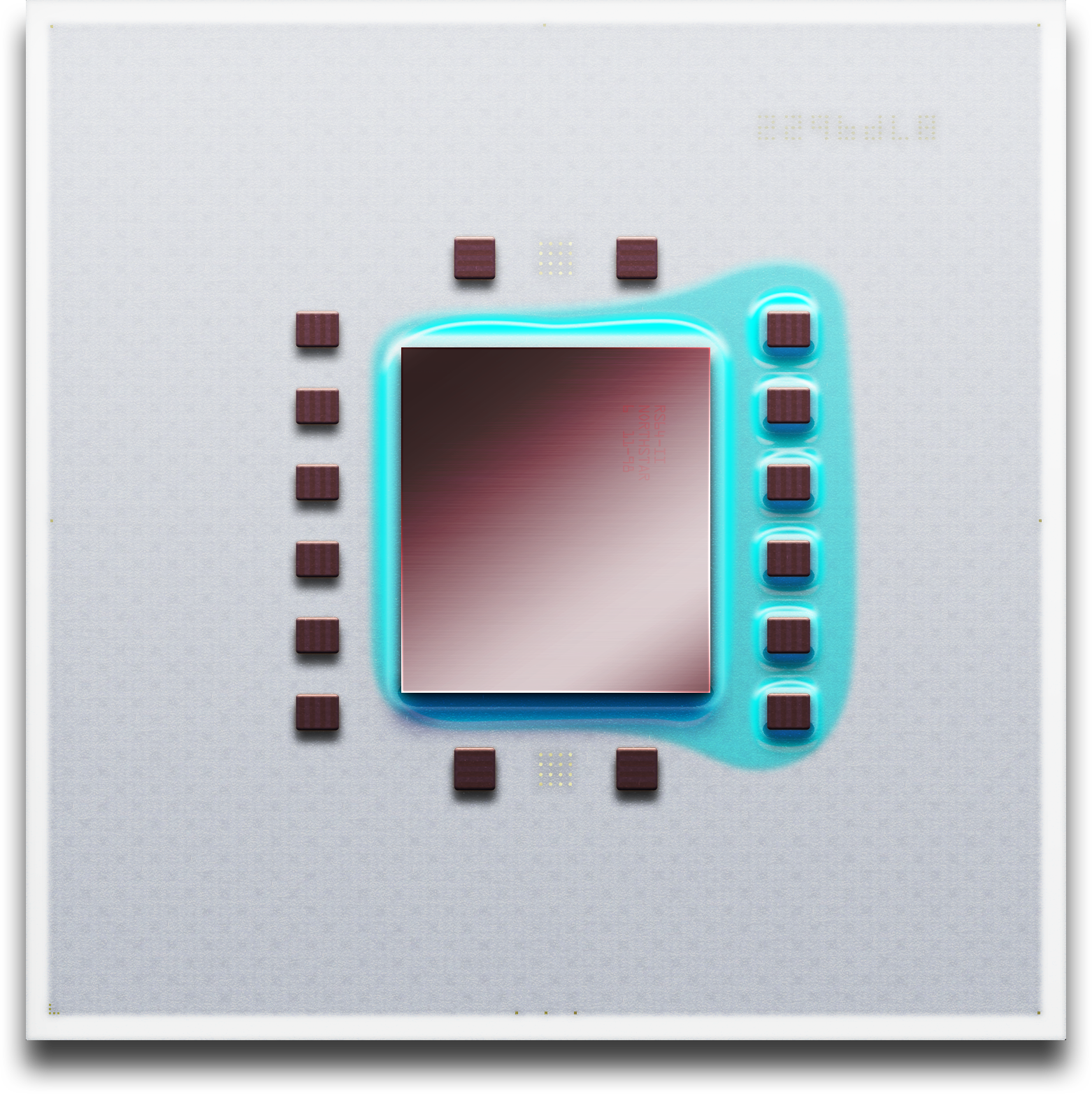
IBM RS64-II

Az RS64-II vagy Northstar 1998-ban volt bevezetve, megjelenésekor órajele 262 MHz volt, 8 MiB teljes sebességű, 256 bites 6XX sínnel csatlakozó L2 gyorsítótárat tartalmazott (ezt a sínt a PowerPC 620-ban és POWER3-ban is használták). Az új processzor kiszerelése egyszerűsíti a korábbi változatról való áttérést: a 4 utas RS64 kártyákat alkalmazó gépekben a processzorkártyákat megfelelő, 4 db RS64-II csipet hordozó kártyákra lehetett cserélni, ezzel elkerülhető volt a „nehézsúlyú frissítés” (azaz a teljes vas cseréje). Az RS64-II 12,5 millió tranzisztort tartalmaz, mérete 162 mm2, maximális fogyasztása 27 watt. Gyártása 0,35 μm-es CMOS (CMOS 6S2) folyamattal történt.
Az RS64-II volt az első nagy mennyiségben piacra dobott processzor, amely multithreading lehetőséget kínált. Lényegében minden egyes csip 2 szál állapotinformációját tárolja bármely adott időpillanatban, és az operációs rendszer (AIX és OS/400) számára két processzornak tűnik. Az egyik logikai processzor az úgynevezett előtér-szálat futtatja. Mikor ez a szál egy viszonylag nagy késleltetésű eseménnyel találkozik (L2 gyorsítótár találati hiba, stb.), a háttérszál átvált a második logikai processzorra az operációs rendszer nézőpontjából. Egy „kevésbé hosszú” késleltetésű esemény (L1 találati hiba stb.) esetén a szál átváltása csak akkor történik meg, ha a háttérszál készen áll a végrehajtásra. Ha a háttérszál szintén várakozik egy találati hibára, az átkapcsolás nem történik meg. Az IBM ezt a technológiát „durva szemcsés többszálú működésnek” nevezi. Ez nem egészen ugyanaz, mint a szimultán többszálas végrehajtás a később megjelent Pentium 4 processzorokban. Az IBM egy tanulmányban azt írja, hogy a durva szemcsés séma jobban illeszkedik a sorrendi (in-order) architektúrákhoz, mint amilyen az RS64.
Az RS64-II elnevezése A50 az AS/400-as rendszerekben.

## RS64-III

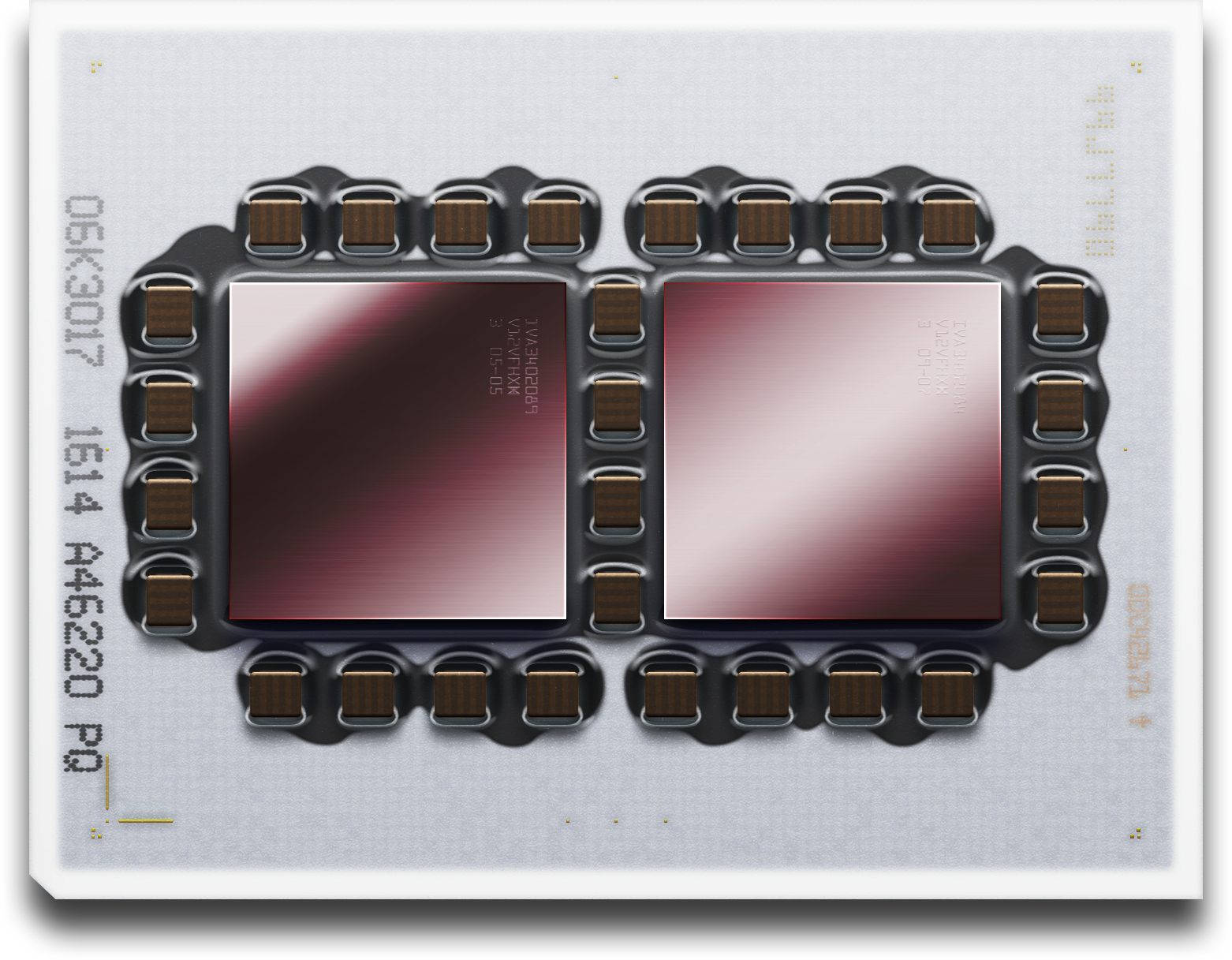
IBM RS64-III DCM

Az RS64-III vagy Pulsar 1999-ben került forgalomba, kezdeti órajele 450 MHz volt. A legfontosabb változások közé tartoztak a nagyobb, 128 KiB L1 utasítás- és adat-gyorsítótárak, a javított elágazásbecslési pontosság és a nulla vagy egy ciklusra redukált téves elágazásbecslésből adódó elágazási ciklusveszteség. Az RS64-III ötfokozatú futószalagot és egy 256 bit széles L2 gyorsítótár-sínt tartalmaz, ami a processzornak 14,4 GB/s sávszélességet biztosít a 8 MiB L2 gyorsítótár elérésére, ami 225 MHz-es DDR SRAM-okkal lett megvalósítva.
Az RS64-III 34 millió tranzisztorból áll, lapkamérete 140 mm2, 0,22 μm-es CMOS 7S folyamattal gyártották, hatrétegű réz fémezéssel.
2000-ben az IBM kibocsátott egy továbbfejlesztett verziót IStar néven, amelyet szilícium szigetelőn (silicon on insulator, SOI) gyártási eljárással gyártottak, réz fémezéssel, ezzel a processzor órajelfrekvenciáját 600 MHz-re növelték. Ez volt az első ilyen eljárással megvalósított processzor. Architekturálisan azonban az IStar teljesen megegyezett a Pulsarral.

## RS64-IV

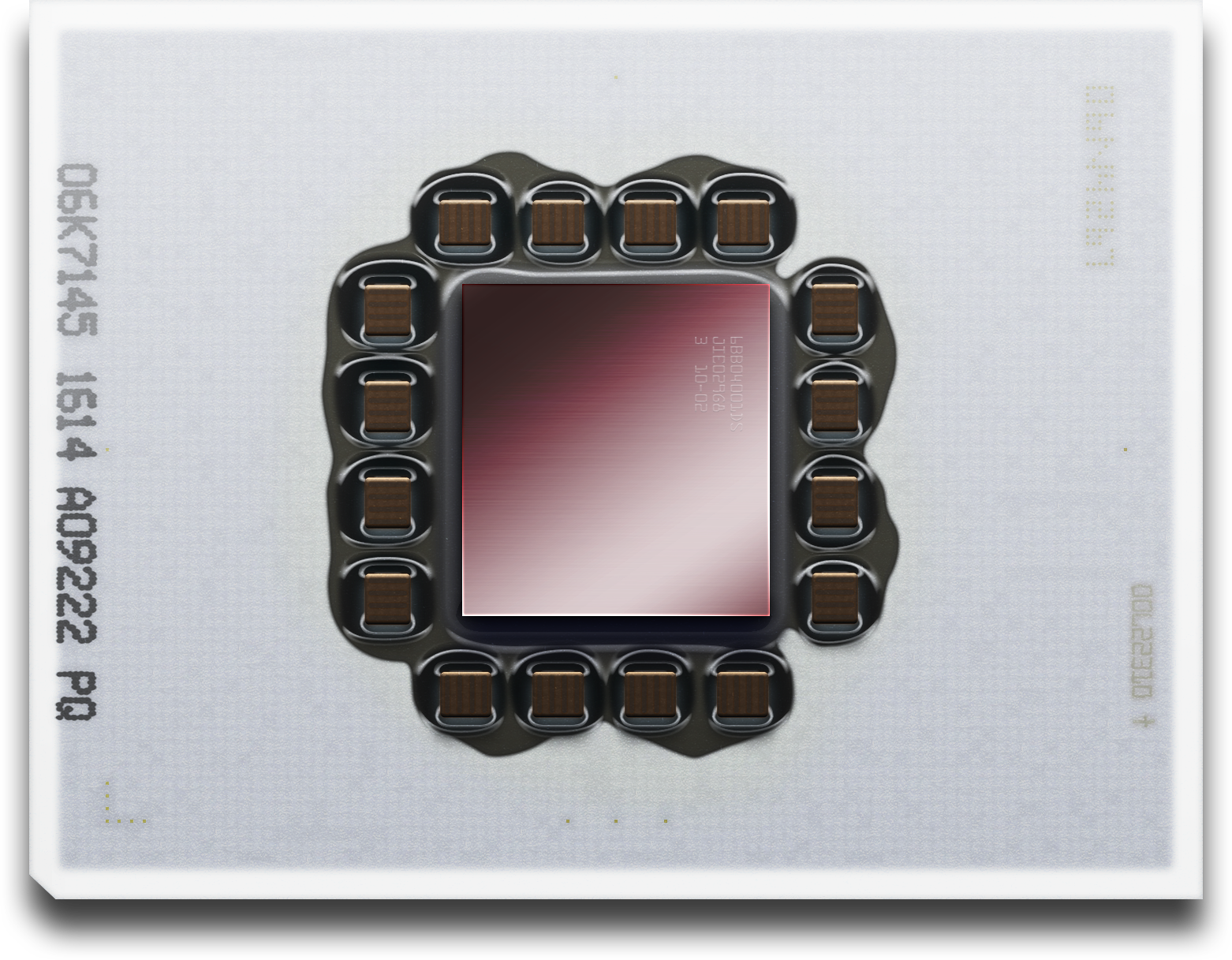
IBM RS64-IV SCM

Az RS64-IV, avagy az Sstar kódnevű negyedik generációs RS64 2000-ben volt bevezetve, megjelenésekor 600 MHz-es, később 750 MHz-re növelt órajellel működött. Lapkán kívüli, az RS64-III-hoz hasonlóan DDR RAM-okkal megvalósított második szintű L2 gyorsítótárat használt, melynek maximális méretét 16 MiB-ra növelték; sávszélessége eléri a 19,2 GB/s-et.
Az RS64-IV 44 millió tranzisztort tartalmaz, lapkamérete 128 mm2, 0,18 μm-es folyamattal készült. A POWER-től eltérően energiafelhasználása igen alacsony, kevesebb mint 15 watt processzormagonként. Ilyen processzort használt például a 7017-S85 vagy a 7028-H80 szerver.
Egy ideig, míg a POWER termékcsalád órajele megállt a versenytársak termékeiben alkalmazott értékek felénél, az RS64 család az IBM nagy SMP UNIX operációs rendszerű szervercsaládjának csúcsán állt. Az RS64-IV-es eszközökön a fixpontos (integer) / kereskedelmi célú munkaterhelések teljesítménye hasonló volt a Sun Microsystems processzorokéhoz, melyekkel versengett, bár lebegőpontos teljesítménye nem volt összehasonlítható a korabeli POWER3-II processzorokéval, melyek életciklusuk során végig versenyképesek maradtak.

## Fordítás
Ez a szócikk részben vagy egészben  az   IBM RS64 című angol Wikipédia-szócikk ezen változatának fordításán alapul.  Az eredeti cikk szerkesztőit annak laptörténete sorolja fel. Ez a jelzés csupán a megfogalmazás eredetét és a szerzői jogokat jelzi, nem szolgál a cikkben szereplő információk forrásmegjelöléseként.

## További olvasmányok
- Gwennap, Linley (1995. július 31.) "IBM Creates PowerPC Processors for AS/400". Microprocessor Report